# Åke Dahlqvist
Pour les articles homonymes, voir Dahlqvist.

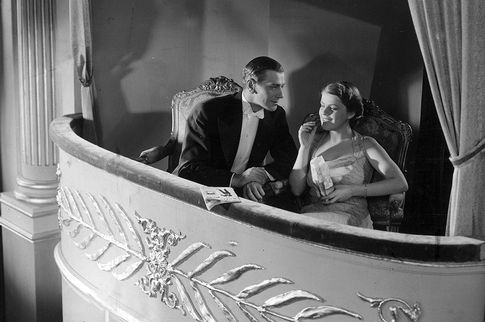
Edvin Adolphson et Sickan Carlsson,
dans Ryska snuvan (1937)

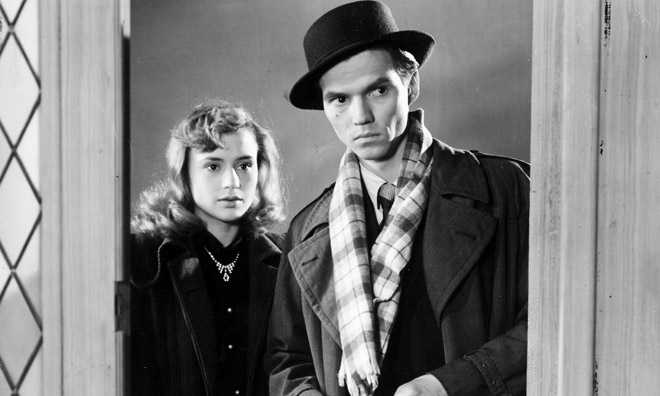
Harriet Andersson et Per Oscarsson, dans Trots (1952)

Åke Dahlqvist est un directeur de la photographie suédois, né le 11 janvier 1901 à Hallsberg (Comté d'Örebro), mort le 19 juin 1991 à Skanör (Comté de Scanie).

## Biographie
De 1925 à 1971, Åke Dahlqvist est chef opérateur de quatre-vingt-dix-huit films (principalement produits par Svensk Filmindustri), majoritairement suédois — plus quelques coproductions —, trente-six d'entre eux étant réalisés par Gustaf Molander (ex. : Eva en 1948, avec Eva Dahlbeck et Erland Josephson).
Fait particulier, il photographie les débuts au cinéma d'Ingrid Bergman, à l'occasion de sept films sortis entre 1935 et 1940, dont Intermezzo de Gustaf Molander (1936, avec également Gösta Ekman).
Durant sa carrière, il collabore aussi (entre autres) avec les réalisateurs Arne Mattsson (cinq films, dont Pappa sökes (sv) en 1947, avec Gunnar Björnstrand) et Lars-Eric Kjellgren (trois films, dont Nattens ljus en 1957, avec Lars Ekborg et Gunnar Björnstrand).

## Filmographie partielle
(films suédois, comme directeur de la photographie, sauf mention contraire ou complémentaire)
- 1925 : Les Maudits (Ingmarsavet) de Gustaf Molander
- 1927 : Hans engelska fru de Gustaf Molander
- 1929 : Hjärtats triumf de Gustaf Molander (premier assistant opérateur)
- 1931 : En natt  de Gustaf Molander
- 1931 : Trötte Teodor (en)[1] de Gustaf Edgren
- 1932 : Vi som går köksvägen de Gustaf Molander
- 1932 : Svarta rosor de Gustaf Molander
- 1933 : Chère Famille (Kära släkten), de Gustaf Molander
- 1934 : En stilla flirt (en) de Gustaf Molander
- 1935 : Äktenskapsleken de Ragnar Hyltén-Cavallius
- 1935 : Swedenhielms de Gustaf Molander
- 1936 : Intermezzo de Gustaf Molander
- 1937 : Ryska snuvan de Gustaf Edgren
- 1938 : Dollar de Gustaf Molander
- 1938 : Visage de femme (En kvinnas ansikte) de Gustaf Molander
- 1940 : Quand la chair est faible (Juninatten) de Per Lindberg
- 1941 : Striden går vidare de Gustaf Molander
- 1941 : I natt – eller aldrig de Gustaf Molander
- 1942 : Jacob stege (sv) de Gustaf Molander
- 1942 : Rid i natt! de Gustaf Molander
- 1942 : En trallande jänta (sv) de Börje Larsson (en)
- 1943 : Det brinner en eld (en) de Gustaf Molander
- 1944 : La Chasse royale (Kungajakt) d'Alf Sjöberg
- 1944 : Den osynliga muren (en) de Gustaf Molander
- 1945 : Galgmannen (en) de Gustaf Molander
- 1946 : Det är min modell (en) de Gustaf Molander
- 1947 : La Femme sans visage (Kvinna utan ansikte) de Gustaf Molander
- 1947 : Pappa sökes (sv) d'Arne Mattsson
- 1948 : Nu börjar livet de Gustaf Molander
- 1948 : Sensualité (Eva) de Gustaf Molander
- 1949 : Kvinnar i vitt (en) d'Arne Mattsson
- 1949 : Kärleken segrar (en) de Gustaf Molander
- 1950 : Fästmö uthyres de Gustaf Molander
- 1950 : Kyssen på kryssen (en) d'Arne Mattsson
- 1951 : Frånskild de Gustaf Molander
- 1952 : Trots de Gustaf Molander
- 1953 : Ingen mans kvinna (en) de Lars-Eric Kjellgren
- 1953 : Glasberget (en) de Gustaf Molander
- 1954 : Herr Arnes penningar (en) de Gustaf Molander
- 1955 : Våld (en) de Lars-Eric Kjellgren
- 1956 : Sången om den eldröda blomman de Gustaf Molander
- 1956 : Sjunde himlen (en) d'Hasse Ekman
- 1957 : Nattens ljus de Lars-Eric Kjellgren
- 1960 : Sommar och syndare (en) d'Arne Mattsson
- 1962 : Vaxdockan d'Arne Mattsson
- 1968 : Kvinnolek (sv) de Joseph W. Sarno
- 1970 : Kongi's Harvest (en) d'Ossie Davis (film suédo-américano-nigérien)